# IC 2315
IC 2315 је ознака објекта на координатама са ректансцензијом 8h 21m 10,9s и деклинацијом + 18° 54" 53'. Открио га је Макс Волф, 13. фебруара 1901. Каснијим посматрањима на том положају није уочен никакав астрономски објекат.